# Hüttensäge

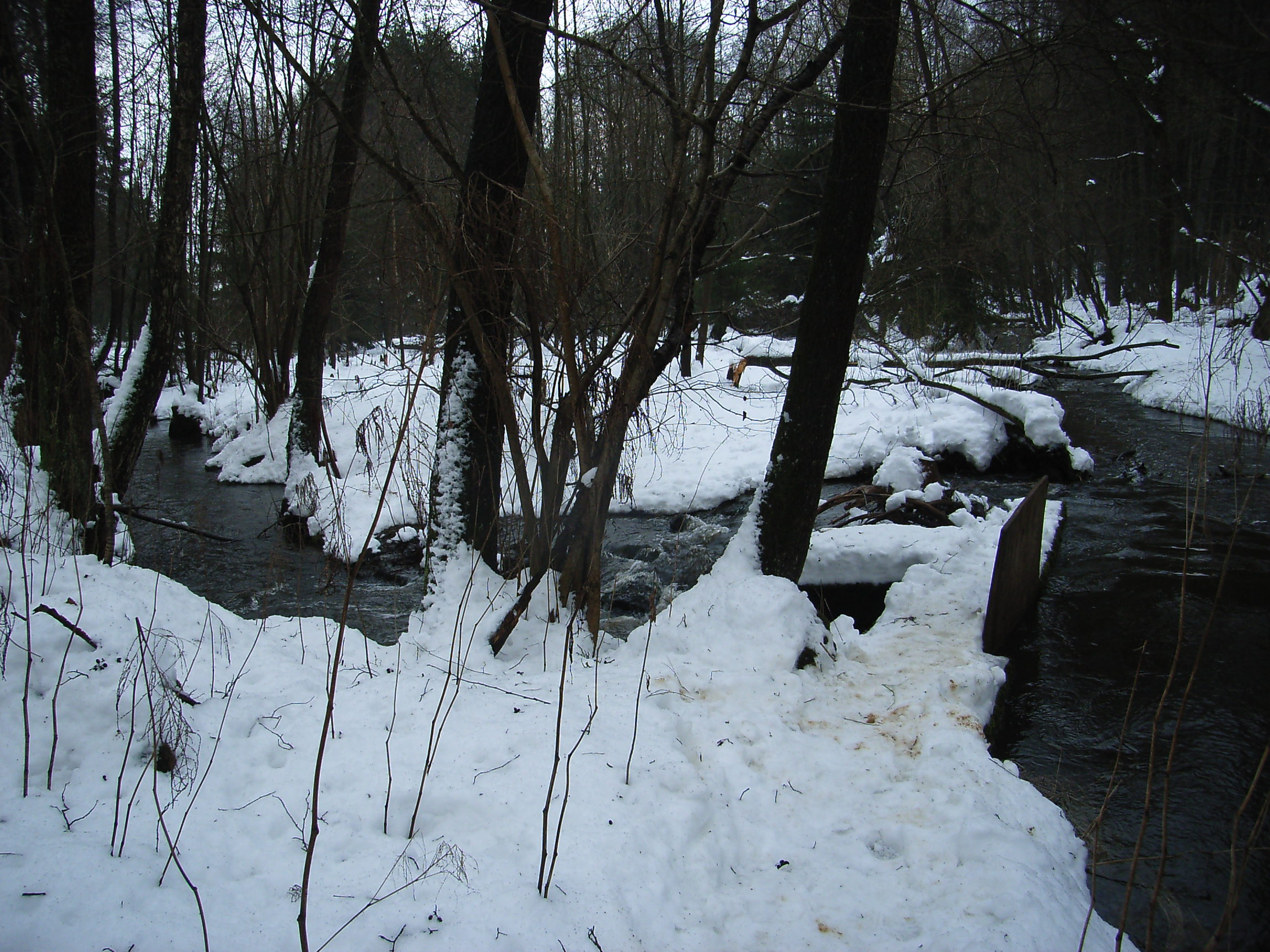
Hüttenbach bei der Hüttensäge (2012)

Hüttensäge ist ein amtlich benannter Gemeindeteil von Tiefenbach im Oberpfälzer Landkreis Cham in Bayern.

## Geographische Lage
Die zwei Gebäude der Einöde Hüttensäge liegen im Tal des Hüttenbachs südlich von Stadlern. Die Hüttensäge ist, von Stadlern aus gezählt, die siebente Mühle im Hüttenbach Tal (darüber: Stadlermühle, Tabakmühle, Cäcilienmühle (Ruine), Sägmühle, Andreasthal, Löwenthal). Die Hüttensäge gehört seit dem 1. Juli 1974 zur Gemeinde Tiefenbach.

## Kultur und Sehenswürdigkeiten
Das alte Mühlenhaus (Bruchsteinbau) und der Mühlentriebwerkskanal sind noch erhalten. Bis ca. 2005 war die Säge bewohnt und die Wasserkraft wurde zur Stromerzeugung genutzt.